# Requiem pour un fumeur
 (juillet 2025).
Pour plus de détails, voir Fiche technique et Distribution.
Requiem pour un fumeur, également intitulé Fumeurs de charme, est un film belge réalisé par Frédéric Sojcher et sorti en 1985.

## Fiche technique
- Titre : Requiem pour un fumeur
- Autre titre : Fumeurs de charme
- Réalisation : Frédéric Sojcher
- Scénario : Frédéric Sojcher
- Photographie : Raymond Promont
- Son : Dominique Warnier
- Montage : France Duez
- Direction artistique : Jean-Pierre Berckmans
- Société de production : Banana Split
- Tableau : Verochek   "Le Monde comme il va"
- Pays d’origine :  Belgique
- Langue originale : français
- Durée : 11 minutes
- Date de sortie :
  - Belgique : 4 décembre 1985

## Distribution
- Sophie Carle : la stagiaire
- Jean-Paul Comart
- Serge Gainsbourg : lui-même
- Bernard Lavilliers : lui-même
- Michael Lonsdale : lui-même
- Picha : lui-même